# Kiparíssion
Kiparíssion (Kyparissi) är en ort i Grekland.   Den ligger i prefekturen Fthiotis och regionen Grekiska fastlandet, i den centrala delen av landet, 90 km nordväst om huvudstaden Aten. Kiparíssion ligger 12 meter över havet och antalet invånare är 184.
Terrängen runt Kiparíssion är varierad. Havet är nära Kiparíssion åt nordost. Runt Kiparíssion är det ganska glesbefolkat, med 31 invånare per kvadratkilometer. Närmaste större samhälle är Orchomenós, 18,1 km sydväst om Kiparíssion. == Kommentarer ==
1. ↑  Framräknat ur variansen i alla höjduppgifter (DEM 3") från Viewfinder Panoramas, inom 10 km radie.[2] Mer om algoritmen finns här: Användare:Lsjbot/Algoritmer.